# 木龙湖
木龙湖是位于广西桂林市叠彩区叠彩山北麓的人工湖。东起漓江，西至中山北路，南靠叠彩山、北临东镇路，是两江四湖环城水系的重要组成部分。因北面有木龙洞，故名。

## 印象
木龙湖漓江之交汇处有木龙古渡之胜景。

### 木龙桥
桥整体古朴典雅、线条流畅的造型，弧度大，跨度也较大，凌驾于木龙湖绿波之上小巧玲珑、宛若彩虹，其色彩淡雅朴拙。
详细请看木龙桥

## 历史
1998年，当地为了沟通漓江与内湖之水脉，实施了“两江四湖”工程，形成长约1100米，宽约100米，深2米，面积约11公顷的人工湖。以木龙湖为中心构成了木龙湖景区。